# 토코페롤
토코페롤(Tocopherol, TCP)은 비타민 E 활동성을 가지는 유기 화합물(보다 정확하게는 메틸화 페놀)의 일종이다.

## 종류
| 종류          | R1 | R2 | R3 | 구조 |
| 알파-토코페롤 | Me | Me | Me |      |
| 베타-토코페롤 | Me | H  | Me |      |
| 감마-토코페롤 | H  | Me | Me |      |
| 델타-토코페롤 | H  | H  | Me |      |

## 같이 보기
- 불포화결합
- 토코트리에놀